# Nils Krüger (Schriftsteller)
Edgar Strobel (Pseudonyme: G. F. Baker, Nils Krüger, Jan Boysen, * 3. Januar 1899 in Demitz-Thumitz/Sachsen; † 26. Mai 1973 in Berlin) war ein deutscher Schriftsteller.
Edgar Strobel lebte in Berlin. Er war Verfasser zahlreicher Werke der Unterhaltungsliteratur, meist aus dem Genre des Wildwestromans. Unter dem Pseudonym Nils Krüger verfasste ab 1950 mehrere Heftromane der über 300 Bände umfassenden „Billy Jenkins Abenteuer“-Reihe, die vom Uta-Verlag in Sinzig am Rhein herausgebracht wurden.

## Werke (Auswahl)
- Die Nacht der Drei, Berlin 1932 (unter dem Namen Edgar Strobel)
- Der Mann ohne Gestern, Berlin 1935 (unter dem Namen Edgar Strobel)
- Pedro, der Bandit, Leipzig 1935
- Die feindlichen Rancher, Leipzig 1936
- Alles sucht Garzia, Leipzig 1939; Werner-Dietsch-Verlag (Billy Jenkins-Reihe)

- Die Präriewölfe. Ein Billy Jenkins Wild - West - Erzählungen, Erlebnis des Westmannes Billy Jenkins. Sinzig am Rhein: Uta-Verl. 1950. (Billy Jenkins-Wild-West-Erzählungen. Band 16.)
- Der Colt des Robby Hill, Nach den Aufzeichnungen des Westmannes Billy Jenkins erzählt von Nils Krüger. Sinzig am Rhein: Uta-Verl. 1960. (Billy Jenkins Abenteuer. Heft 323.)

- Kleiner Kamerad, Wildwest-Roman, Hilda-Verlag Osnabrück, 1955, (unter dem Namen G. F. Baker)
- Der Prärierreiter, Wildwest-Roman, Hilda-Verlag Osnabrück, 1958, (unter dem Namen G. F. Baker)
- Legion der Verdammten, Wildwest-Roman, (unter dem Namen G. F. Baker)
- Ritt für die Gerechtigkeit, Wildwest-Roman, (unter dem Namen G. F. Baker)
- Einsame (Hilda), Wildwest-Roman, (unter dem Namen G. F. Baker)
- Im Kampf blieb er allein, Wildwest-Roman, (unter dem Namen G. F. Baker)
- Zwei gute Freunde, Wildwest-Roman, (unter dem Namen G. F. Baker)

- Das Rennen von Tuckerey, Sinzig (Rhein); Uta-Verl. 1962. (Billy Jenkins’ Abenteuer. H. 344.)